# Municipio de Clinton (condado de Clinton)
El municipio de Clinton (en inglés: Clinton Township) es un municipio ubicado en el condado de Clinton en el estado estadounidense de Misuri. En el año 2010 tenía una población de 829 habitantes y una densidad poblacional de 10,43 personas por km².

## Geografía
El municipio de Clinton se encuentra ubicado en las coordenadas 39°29′24″N 94°24′45″O / 39.49000, -94.41250. Según la Oficina del Censo de los Estados Unidos, el municipio tiene una superficie total de 79.51 km², de la cual 79,49 km² corresponden a tierra firme y (0,03 %) 0,02 km² es agua.

## Demografía
Según el censo de 2010, había 829 personas residiendo en el municipio de Clinton. La densidad de población era de 10,43 hab./km². De los 829 habitantes, el municipio de Clinton estaba compuesto por el 96,62 % blancos, el 1,45 % eran afroamericanos, el 0,36 % eran amerindios, el 0,12 % eran asiáticos, el 0,48 % eran de otras razas y el 0,97 % eran de una mezcla de razas. Del total de la población el 1,21 % eran hispanos o latinos de cualquier raza.